# Liste der Baudenkmäler in Höhenkirchen-Siegertsbrunn

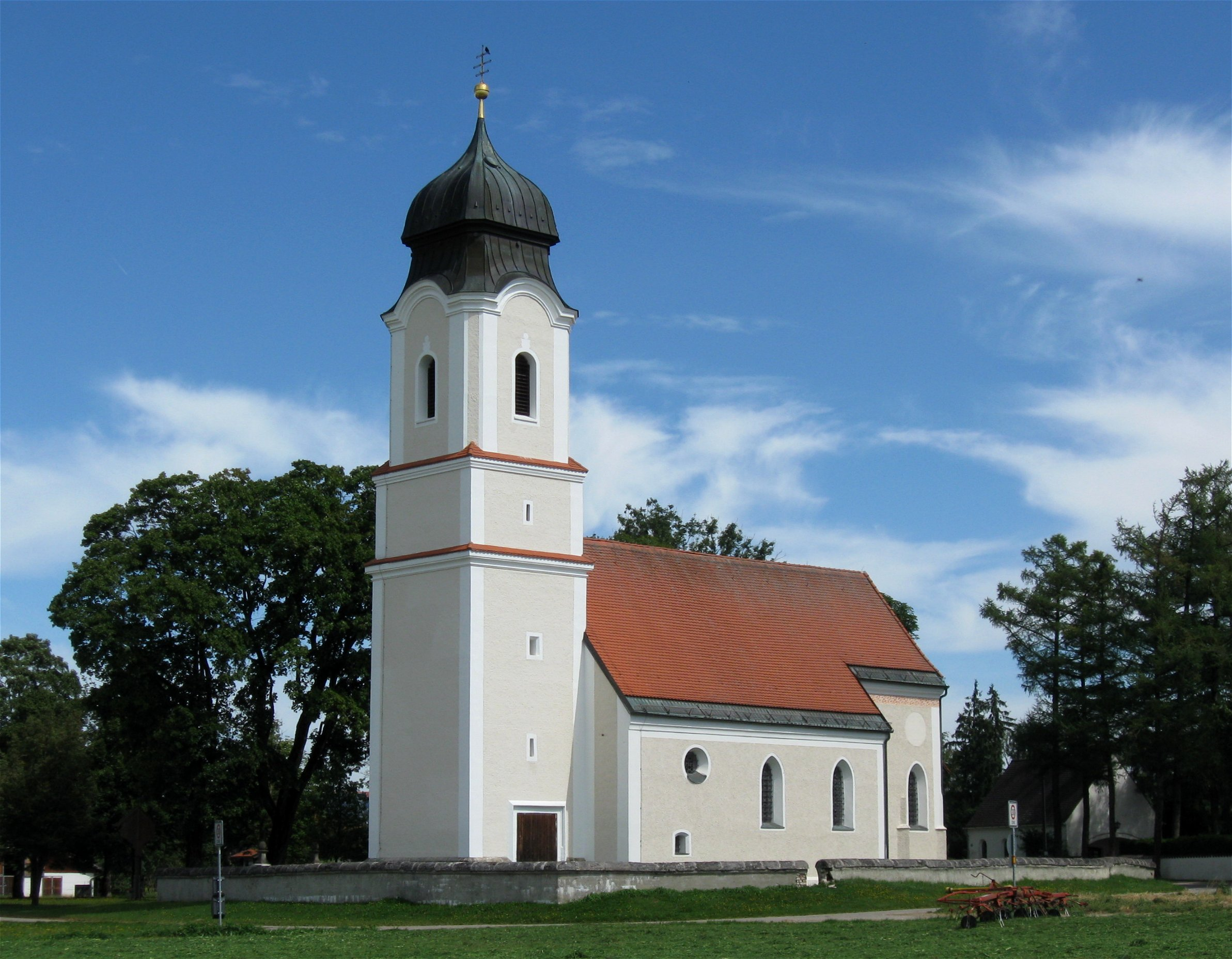
St. Leonhard in Siegertsbrunn

Auf dieser Seite sind die Baudenkmäler in der oberbayerischen Gemeinde Höhenkirchen-Siegertsbrunn zusammengestellt. Diese Tabelle ist eine Teilliste der Liste der Baudenkmäler in Bayern. Grundlage ist die Bayerische Denkmalliste, die auf Basis des Bayerischen Denkmalschutzgesetzes vom 1. Oktober 1973 erstmals erstellt wurde und seither durch das Bayerische Landesamt für Denkmalpflege geführt wird. Die folgenden Angaben ersetzen nicht die rechtsverbindliche Auskunft der Denkmalschutzbehörde.

## Baudenkmäler nach Ortsteilen

### Höhenkirchen
| Lage                                                              | Objekt                                       | Beschreibung | Akten-Nr.     | Bild                                    |
| ----------------------------------------------------------------- | -------------------------------------------- | --- | ------------- | --------------------------------------- |
| Rosenheimer Straße 3 (Standort)                                   | Wohnhaus, sogenannt Beim Zistl               | Biedermeierlicher zweigeschossiger Satteldachbau, Mitte 19. Jahrhundert | D-1-84-127-2  | weitere Bilder                          |
| Rosenheimer Straße 9 (Standort)                                   | Katholische Pfarrkirche St. Mariä Geburt     | Im Kern spätgotischer Saalbau mit eingezogenem Polygonalchor, angefügter zweigeschossiger Sakristei und Chorwinkelturm, 1493, Langhausverlängerung und Barockisierung 1657 und 1771; mit Ausstattung Friedhof mit Grabmälern um 1900 | D-1-84-127-4  | weitere Bilder                          |
| Rosenheimer Straße 11 (Standort)                                  | Ehemaliges Hofmarkschloss Höhenkirchen       | Zweigeschossiger Putzbau mit Halbgeschoss und Walmdach, im Kern 15./16. Jahrhundert, äußere Erscheinung im Stil der Maximilianszeit, drittes Viertel 19. Jahrhundert Hofmarksgrenzstein, bezeichnet mit „1728“                       | D-1-84-127-5  | weitere Bilder                          |
| Rosenheimer Straße 11 (Standort)                                  | Kriegerdenkmal                               | Breiter Epitaph auf Postament mit darauf liegendem Löwen, Tuffstein, bezeichnet mit „1922“ | D-1-84-127-6  | weitere Bilder                          |
| Rosenheimer Straße 11 a, 11 b (Standort)                          | Hofmarksgrenzstein                           | Bezeichnet mit „1728“ | D-1-84-127-19 | Hofmarksgrenzstein                      |
| Rosenheimer Straße 20 (Standort)                                  | Ehemaliges Bauernhaus, sogenannt Beim Mesner | Zweigeschossige verputzte Einfirstanlage mit Laube und Giebellaube, profilierten Balkenköpfen, Sterntür an der Laube und Bundwerk am Wirtschaftsteil, bezeichnet mit „1790“                                                          | D-1-84-127-7  | weitere Bilder                          |
| Rosenheimer Straße 26 (Standort)                                  | Hofmarksgrenzstein                           | Bezeichnet mit „1728“ | D-1-84-127-8  | weitere Bilder                          |
| Schulstraße 8 (Standort)                                          | Ehemaliges Nebengebäude des Forsthauses      | Zweigeschossiger Satteldachbau mit Bundwerkoberteil, bezeichnet mit „1783“ | D-1-84-127-3  | Ehemaliges Nebengebäude des Forsthauses |
| Scharlohe (an der Staatsstraße St 2078 nach Dürrnhaar) (Standort) | Gedenkstein mit Marienrelief                 | Gestiftet von Prinz Heinrich in Bayern anlässlich eines Autounfalls, bezeichnet mit „1911“ | D-1-84-127-1  | Gedenkstein mit Marienrelief            |

### Siegertsbrunn
| Lage                                                                                     | Objekt                                                    | Beschreibung | Akten-Nr.              | Bild           |
| ---------------------------------------------------------------------------------------- | --------------------------------------------------------- | --- | ---------------------- | -------------- |
| Bahnhofstraße 30 (Standort)                                                              | Wohnhaus                                                  | Ehemals mit Werkstätte, später sogenannte Alte Apotheke, zweigeschossiger Satteldachbau mit Zerchhaus und Balkon, 1911, 1932 Inneres neu geteilt | D-1-84-127-25          | weitere Bilder |
| Bahnhofstraße 38 (Standort)                                                              | Ehemaliges Schulhaus Siegertsbrunn                        | Zweigeschossiger Walmdachbau mit Mittelrisalit und reichem Fassadendekor in historisierenden Formen, 1903 | D-1-84-127-9           | weitere Bilder |
| Bogenhauser Straße 3 (Standort)                                                          | Katholische Pfarrkirche St. Peter                         | Barocker Saalbau mit eingezogenem Polygonalchor und auffallender Pilastergliederung, angefügter zweigeschossiger Sakristei und Chorflankenturm, 1681; mit Ausstattung Friedhof mit Grabmälern, um 1900 | D-1-84-127-10          | weitere Bilder |
| Hohenbrunner Straße 9 (Standort)                                                         | Bauernhaus, sogenannt Beim Moar                           | Zweigeschossige Einfirstanlage mit Kniestock, reichen Putzgliederungen, zwei Balusterbalkonen, profilierten Balkenköpfen und Kranbalken in Drachenkopfform am Wohnteil, bezeichnet mit „1909“ | D-1-84-127-11          | weitere Bilder |
| Leonhardistraße 3 b (Standort)                                                           | Votivkapelle St. Wolfgang, sogenannte Pestkapelle         | Kleiner Putzbau mit wenig eingezogener Apsis, wohl 1634 erbaut, erweitert 1648; mit Ausstattung | D-1-84-127-13          | weitere Bilder |
| Leonhardistraße 4 (Standort)                                                             | Ehemaliges Bauernhaus, sogenannt Beim Koaser              | Zweigeschossige Einfirstanlage in offener Blockbauweise mit umlaufender Laube und Hochlaube, erste Hälfte 18. Jahrhundert | D-1-84-127-14          | weitere Bilder |
| Leonhardistraße 6 (Standort)                                                             | Wohnteil des ehemaligen Bauernhofes, sogenannt Beim Weber | Zweigeschossiger unverputzter Blockbau mit hohem Kniestock und Hochlaube, zum Teil verbrettert, Ende 17. Jahrhundert | D-1-84-127-15          | weitere Bilder |
| Leonhardistraße 7 (Standort)                                                             | Katholische Wallfahrtskirche St. Leonhard                 | Im Kern spätgotischer Saalbau mit eingezogenem Polygonalchor und zweigeschossiger Erweiterung auf der Nordseite, Westturm mit Welscher Haube, erbaut 1460, Anbau 1592, Barockisierung und Vereinheitlichung 1609, Turm 1769; mit Ausstattung Friedhofsmauer, massiv, 17./18. Jahrhundert. (Geschütztes Kulturgut) | D-1-84-127-16 Wikidata | weitere Bilder |
| Höhenkirchner Forst, Distrikt III Saubogen (an der Straße nach Oberpframmern) (Standort) | Löwenstein oder Hubertussäule                             | Neugotisch, um 1860 | D-1-84-127-23          | weitere Bilder |

## Ehemalige Baudenkmäler
In diesem Abschnitt sind Objekte aufgeführt, die früher einmal in der Denkmalliste eingetragen waren, jetzt aber nicht mehr. Objekte, die in anderem Zusammenhang also z. B. als Teil eines Baudenkmals weiter eingetragen sind, sollen hier nicht aufgeführt werden. Aktennummern in diesem Abschnitt sind ehemalige, jetzt nicht mehr gültige Aktennummern.
| Lage                                            | Objekt                                        | Beschreibung                                                                  | Akten-Nr.                | Bild                                          |
| ----------------------------------------------- | --------------------------------------------- | ----------------------------------------------------------------------------- | ------------------------ | --------------------------------------------- |
| Siegertsbrunn Hohenbrunner Straße 10 (Standort) | Bundwerk                                      | am Wirtschaftsteil, Ende 18. Jahrhundert                                      | D-1-84-127-12 ? Wikidata | weitere Bilder                                |
| Siegertsbrunn Ostersteigstraße 2 (Standort)     | Bauernhaus (Wohnteil), sogenannt Beim Flunger | Mit Putzgliederungen und traufseitiger Laube, Ende 18./Anfang 19. Jahrhundert | D-1-84-127-17 ? Wikidata | Bauernhaus (Wohnteil), sogenannt Beim Flunger |